# Богоров, Ансельм Львович
Ансе́льм Льво́вич Бого́ров (также Евге́ний Льво́вич Бого́ров, при рождении Аншель Лейбович Богоров; 16 сентября 1903, Екатеринослав — 15 августа 1999, Нью-Йорк, Нью-Йорк) — советский оператор и режиссёр неигрового кино, фронтовой кинооператор в годы Великой Отечественной войны. Лауреат Сталинской премии первой степени (1943).

## Биография
Родился 3 (16) сентября 1903 год в Екатеринославе (ныне — Днепр, Украина) в еврейской семье. Начав учиться в Межевом институте в Москве, перевёлся в Ленинградский фотокинотехникум, который окончил в 1926 году. В 1930—1932 годах был оператором кинопоезда «Союзкино». С 1933 года работал на Ленградской студии кинохроники.
В годы Великой Отечественной войны служил в киногруппах Ленинградского, Волховского и Карельского фронтов в звании инженер-капитан, в августе 1943 года был контужен. Является одним из авторов кинолетописи блокадного Ленинграда.
По окончании войны вернулся на Ленкинохронику. В период 1964—1966 годов работал в Министерстве речного флота СССР, оператором в кинолаборатории. С начала 1960-х годов преподавал в ЛИКИ.
Автор документальных фильмов, а также более 1700 сюжетов для кинопериодики: «Железнодорожник», «Ленинградская кинохроника», «Ленинградский киножурнал», «Наш край», «Новости дня», «Северный киножурнал», «Советская Карелия», «Советский спорт», «Союзкиножурнал».
Член ВКП(б) с 1944 года, член Союза кинематографистов СССР (Ленинградское отделение).
В 1999 году уехал с семьёй в США.
Скончался 15 августа 1999 года в Нью-Йорке.

### Семья
- родители — оршанский[12], позднее екатеринославский[13] мещанин Лейба Ензелевич Богоров (1866—?) и екатеринославская мещанка Соня Янкелевна Богорова (в девичестве Духовная, 1877—?), заключили брак 10 декабря 1895 года в Екатеринославе[14];
- жена — Тамара Львовна Богорова, киновед[9];

- дочь, эмигрировала в США.

## Фильмография
Оператор
- 1928 — Подвиг во льдах (совместно с В. Блувштейном, И. Валентеем)
- 1929 — Там, где жили цари
- 1930 — Олимпиада Балтфлота
- 1930 — Под флагом наркома
- 1931 — Как поживаешь, товарищ горняк?
- 1932 — Открытие и пуск Днепрогэса
- 1933 — Подъём ледокола «Садко»
- 1933 — Снежный марш
- 1934 — Советское Заполярье
- 1935 — Мурманск социалистический
- 1935 — С. М. Киров (в соавторстве)
- 1936 — Зверобои
- 1938 — Музей им. Кирова
- 1939 — У Белого моря
- 1942 — Ленинград в борьбе (в соавторстве)
- 1943 — Комсомольцы (в соавторстве)
- 1944 — 378-я Краснознамённая (совместно с Б. Буртом, А. Лебедевым, Г. Симоновым)[15]
- 1944 — К вопросу о перемирии с Финляндией (совместно с группой операторов)
- 1944 — Победа на Севере (фронтовой киновыпуск № 10) (совместно с Б. Маневичем, Л. Панкиным, Я. Местечкиным, А. Петровым)
- 1945 — Берлин (в соавторстве)
- 1945 — Всесоюзный парад физкультурников (в соавторстве)
- 1945 — Ленинград встречает победителей (в соавторстве)[16]
- 1946 — Выборы в Верховный Совет Заполярья
- 1946 — День артиллерии
- 1947 — Ленинград — колхозам
- 1948 — В Сталиногорске[17]
- 1950 — XXXIII-й праздник Великого Октября в Ленинграде (совместно с Г. Донцом, Н. Блажковым, О. Ивановым, Л. Изаксоном, Я. Гринбергом)[18]
- 1950 — Всенародный кандидат (в соавторстве)
- 1950 — Ленинград голосует (в соавторстве)
- 1950 — Шефство мастера
- 1951 — В Калининградской области (совместно с Ю. Лебедевым)[19]
- 1951 — Международные спортивные встречи в Ленинграде (совместно с Г. Донцом, А. Погорелым, Г. Трофимовым)[20]
- 1951 — Собирайте дикорастущие[21]
- 1953 — Великое прощание (в соавторстве)
- 1954 — Финские гости в Советской стране (в соавторстве)
- 1955 — За полярной магистралью
- 1955 — По Печёрской дороге (совместно с В. Гулиным)[22]
- 1955 — Приезжайте к нам работать[23]
- 1955 — Туристы из Франции (совместно с Г. Донцом, В. Гулиным, С. Масленниковым, Я. Блюмбергом)[24]
- 1956 — Гости из Манчестера (совместно с Я. Блюмбергом, А. Павловым, С. Фоминым)[25]
- 1956 — На новом велотреке (совместно с С. Фоминым, Я. Блюмбергом, Я. Гринбергом, А. Павловым)[26]
- 1958 — Верные помощники[27]
- 1959 — День нашей жизни (в соавторстве)
- 1959 — Подвиг Ленинграда (в соавторстве)[28]
- 1960 — Их вклад в семилетку
- 1964 — Шлюз и его устройство
- 1965 — Правила плавания по рекам

Режиссёр
- 1933 — Подъём ледокола «Садко»
- 1935 — Мурманск социалистический
- 1936 — Зверобои
- 1938 — Музей им. Кирова
- 1939 — У Белого моря
- 1946 — Выборы в Верховный Совет Заполярья
- 1947 — Ленинград — колхозам
- 1948 — В Сталиногорске
- 1951 — В Калининградской области
- 1960 — Их вклад в семилетку

## Награды и премии
- медаль «За оборону Ленинграда» (1943)[29]
- Сталинская премия первой степени (1943) — за фильм «Ленинград в борьбе» (1942)[30]
- медаль «За оборону Советского Заполярья» (22 февраля 1945)[29]
- орден Красной Звезды (20 ноября 1944)[31]
- медаль «За доблестный труд в Великой Отечественной войне 1941—1945 гг.» (1945)[29]
- медаль «За победу над Германией в Великой Отечественной войне 1941—1945 гг.» (1945)[29]
- орден Отечественной войны II степени (6 апреля 1985)[32]

## Память
- документальный фильм «Кинохроникёр» (1983; реж. Валерий Пятинин)[33];
- сюжет на телевидении Санкт-Петербурга (январь 2019)[34];
- онлайн-проект Музея кино «Цена кадра»[35].

## Комментарии
1. ↑  Вероятно в разгар кампании борьбы с космополитизмом, развернувшейся в послевоенные годы, Богоров поменял имя на менее экзотическое — Евгений.